# (33291) 1998 KP9
1998 KP9 (asteroide 33291) é um asteroide da cintura principal. Possui uma excentricidade de 0.08111910 e uma inclinação de 15.32158º.
Este asteroide foi descoberto no dia 20 de maio de 1998 por Beijing Schmidt CCD Asteroid Program em Xinglong.